# Kiik-Koba

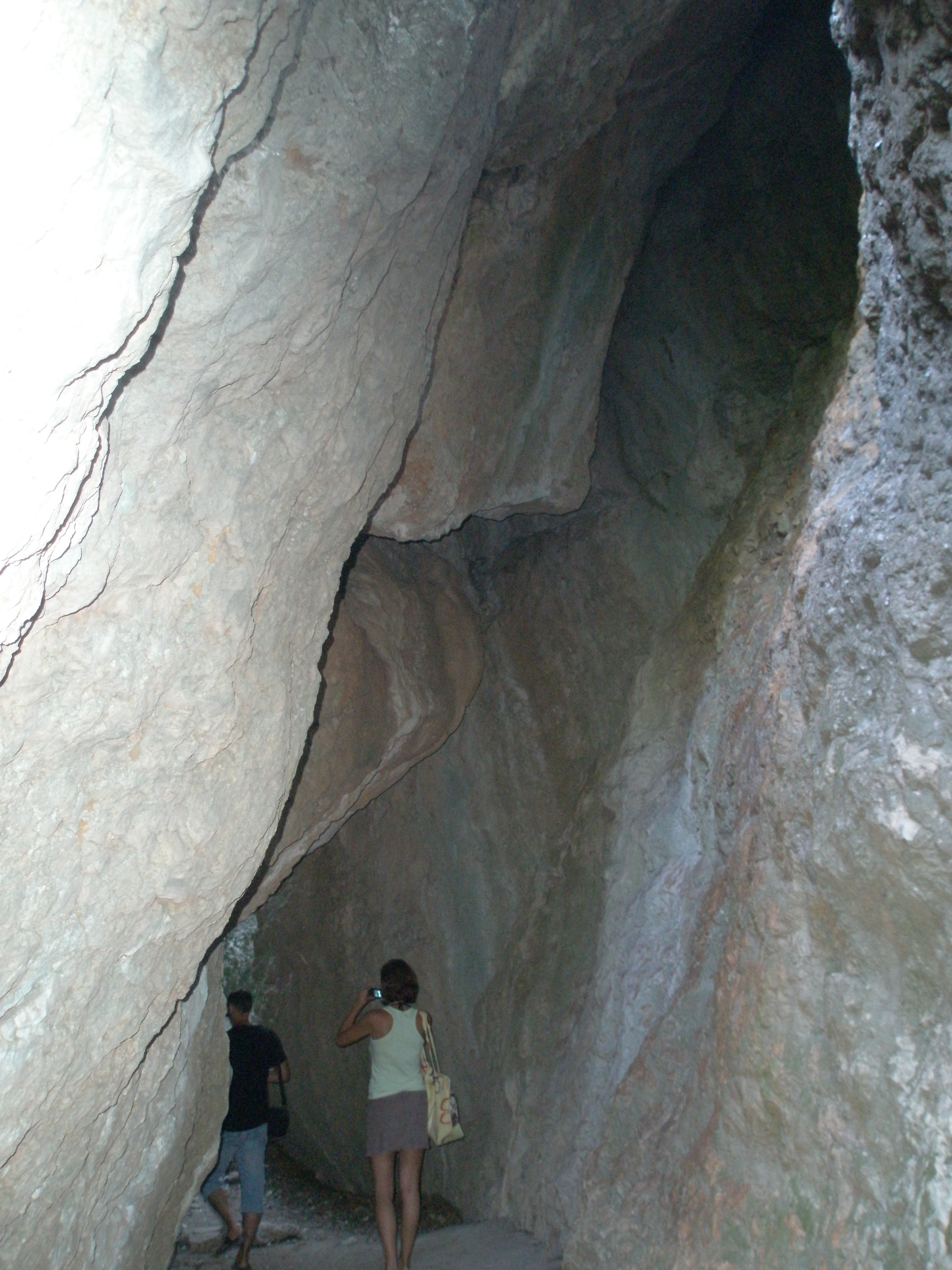
Kiik Koba-grottans ingång.

Kiik-Koba är en arkeologisk och paleoantropologisk fyndplats i Krimbergen på södra Krimhalvön, 25 kilometer öster om Simferopol. Grottan utforskades först av den ryske arkeologen Gleb Bonč-Osmolovskij,som utgrävde platsen från 1924 till 1926. Förutom många stenverktyg, påträffades två skelett, som har tolkas som resterna av neandertalare.

## Läge
Grottan är belägen sju kilometer söder om staden Suja i distriktet Bilohirsk vid floden Suja på en höjd av 512 meter över havet och cirka 100 meter över floden. Grottan skapades genom urlakning av kalksten bildad under Juraperioden, och grottan var till stor del fylld med sediment vid tidpunkten för den första utgrävningen. Grottan har sedan dess tömts på sediment. Grottan är nu nio meter djup, elva meter bred, upp till nio meter hög och öppningen är mot sydost.

## Fynd

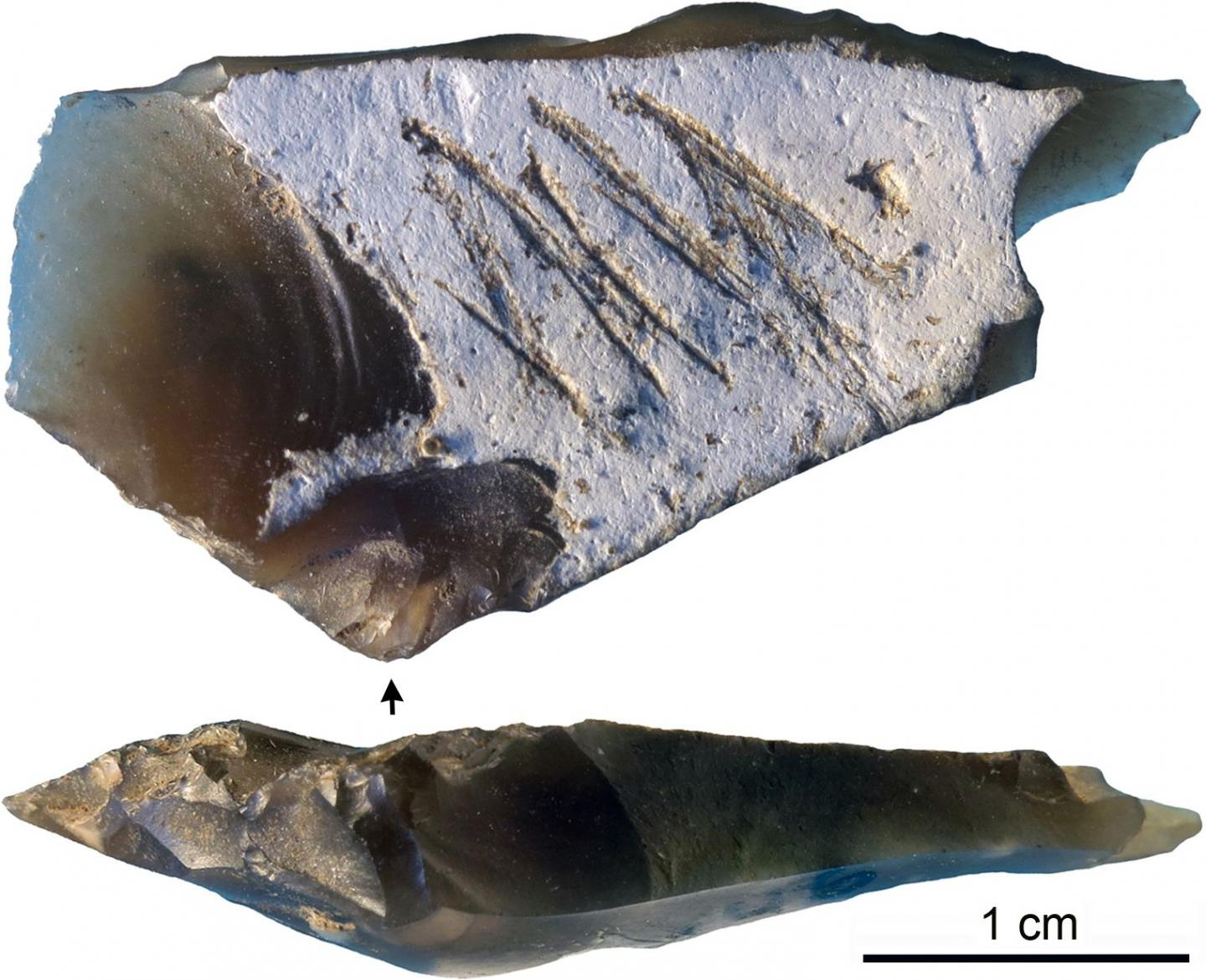
Ristningar på en bit flinta från Kiik-Koba.

Skeletten, som upptäcktes 1924, var endast delvis bevarade. De var de första fynden av neandertalare i Östeuropa. Det ena skelettet kom från en vuxen, förmodligen från en 40-årig man. Det andra skelettet från ett barn, som inte var äldre än ett år. Båda kropparna hade placerats bredvid varandra i en nedgrävning och daterades med hjälp av fossil av faunan till en tid för cirka 73 000 år sedan. Den vuxna individen (arkivbeteckning Kiik-Koba 1) har bevarat en hörntand, och 17 ben av båda händerna, knäskålen, skenbenet och vadbenet i höger ben och 53 ben från båda fötterna. Av barnet (Kiik-Koba 2) återstod endast talrika ben nedanför huvudet, men i dåligt skick.
Ett annat speciellt föremål publicerades 2018: en flintsten med ristningar, som upptäcktes i ett lager som daterades till en ålder av 35 000 till 37 000 BP. Ristningarna har tolkats som möjligen avsiktligt utformade, figurativ gravyr.